# Helma Knorscheidt
Helma Knorscheidt   (Nauendorf, 31 de desembre de 1956) va ser una atleta alemanya, especialitzada en la prova de llançament de pes en la qual va arribar a ser subcampiona mundial el 1983.
Al Mundial de Hèlsinki de 1983 va guanyar la medalla de plata en llançament de pes, amb una marca de 20,70 metres, quedant al podi després de la txecoslovaca Helena Fibingerová (or amb 21,05 metres) i per davant de la seva compatriota alemanya Ilona Schoknecht- Slupianek (bronze amb 20,56 m).